# Otto Sauter-Sarto
Otto Sauter-Sarto (29 de abril de 1884 – 19 de janeiro de 1958) foi um ator alemão da era do cinema mudo. Ele atuou em 70 filmes entre 1920 e 1956.

## Filmografia selecionada
- Katharina Knie (1929)
- The Cousin from Nowhere (1934)
- All Because of the Dog (1935)
- The Scoundrel (1939)
- A Woman Like You (1939)
- The Swedish Nightingale (1941)